# 4237 Raushenbakh
4237 Raushenbakh eller 1979 SD4 är en asteroid i huvudbältet som upptäcktes den 24 september 1979 av den rysk-sovjetiske astronomen Nikolaj Tjernych vid Krims astrofysiska observatorium på Krim. Den har fått sitt namn efter Boris Rauschenbach.